# Ignaz Bernhard Mauermann

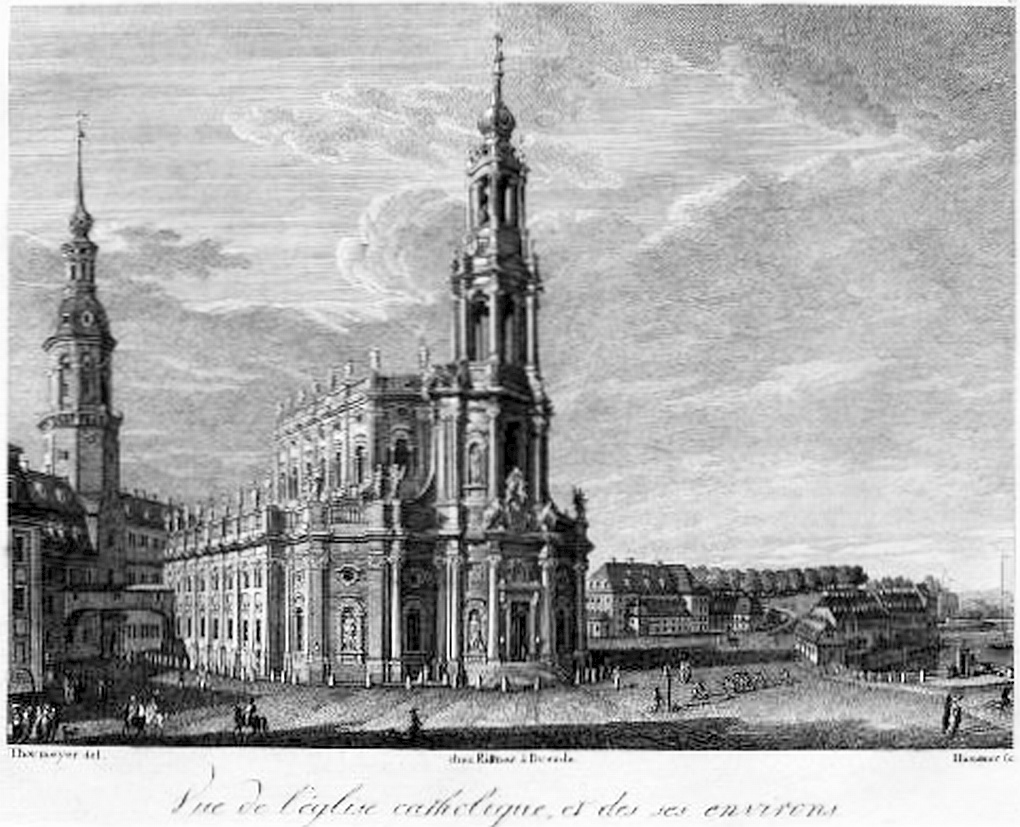
Drážďanská Katedrála Nejsvětější Trojice v Mauermannových časech

 Ignaz Bernhard Mauermann (2. února 1786, Neuzelle, Dolní Lužice – 14. září 1841, Schirgiswalde) byl římskokatolický titulární biskup. 

## Život
Od roku 1819 až do své smrti působil jako apoštolský vikář v saských zemích, od roku 1831 byl děkanem v Budyšíně a apoštolským prefektem v Horní Lužici. Pod jeho vedením byla v Sasku konsolidována katolická církev, v několika městech založil nové obce a katolické školy.